# 鈴伊
鈴伊（すずい、生没年不詳）とは江戸時代の江戸にあった地本問屋である。

## 来歴
鈴木伊兵衛かといわれる。文化年間に江戸において地本問屋を営業している。歌川豊国、歌川国貞、菊川英山、渓斎英泉の錦絵を出版している。

## 作品
- 歌川豊国 「坂東三津五郎の雷鶴之助と沢村宗十郎の鳴神梶之助」 大判2枚続 錦絵 文化9年（1812年）
- 歌川国貞 「中村松江のあこやと坂東三津五郎の重忠」 大判2枚続 錦絵 文化11年（1814年）
- 歌川国貞 「江戸花二人助六」 大判5枚続 錦絵 文化13年（1816年）
- 菊川英山 「風流夏景図」 大判3枚続 錦絵
- 渓斎英泉 「夏景色美人会」 大判 錦絵
- 渓斎英泉 「朝顔と美人」 大判 錦絵